# SpeechMagic
SpeechMagic est une plateforme à grande échelle permettant la capture d’informations sous format numérique. Elle a été développée par Philips Speech Recognition Systems à Vienne, Autriche. SpeechMagic dispose de nombreux vocabulaires de reconnaissance vocale et propose de nombreux services visant à une capture d’informations médicales « précise, conviviale et efficace ». Bien que la technologie soit surtout utilisée dans le secteur de la santé, les différentes applications sont également disponibles pour les secteurs juridique et fiscal.
SpeechMagic prend en charge 25 langues de reconnaissance et fournit plus de 150 ConTexts (vocabulaires spécialisés). Plus de 8 000 établissements de soins de santé dans 45 pays utilisent SpeechMagic pour la capture d’informations et la création de documents professionnels. Le plus important site utilisant les applications powered by SpeechMagicTM se trouve aux États-Unis avec 60 000 auteurs, plus de 3 000 éditeurs et quelque 400 millions de lignes dictées par an.
La société de conseil Frost & Sullivan a décerné à SpeechMagic le « Market Leadership Award in European Healthcare » en 2005 et le « Global Excellence Award » à Philips Speech Recognition Systems en 2007 pour s’être illustré en matière d’intégration et de stratégies, reconnaissant ainsi son excellent travail.